# Metagonia strinatii
Metagonia strinatii là một loài nhện trong họ Pholcidae. Loài này được phát hiện ở Argentina.